# João Ricardo Cordeiro
João Ricardo Cordeiro (* 5. März 1836; † 12. Februar 1881) war ein portugiesischer Theaterdichter.

## Leben
Cordeiro wurde nach abgeschlossenen Studien Professor an der königlichen Militärschule, wurde dann als Generalsekretär der Zivilverwaltung von Villa Real angestellt, 1863 zum Sekretär der Wohlthätigkeitsbehörde und 1877 zum Rat im Ministerium des Innern ernannt, als welcher er starb.
Außer aus seinem Berufsfeld war er auch als beliebter Feuilletonist schriftstellerisch tätig; am bekanntesten wurde er jedoch durch seine Theaterstücke. Sie wirken durch eine glänzende und reine Sprache, die ihn auch zu einem der besten portugiesischen Übersetzer auszeichnete. Als solcher hat er namentlich Eugène Scribe, Victor Hugo, Alfred de Musset, Octave Feuillet und Gabriel-Marie Legouvé für die Bühne seiner Heimat bearbeitet.
João Ricardo Cordeiro starb am 12. Februar 1881.

## Werke
- Fernando. Drama(1857)
- Amor e arte . (1860)
- A sociedade elegante. (1862)
- A familia . (1869)
- Um cura d'almas. (1870)
- Os paraizos conjugaes. (1874)

Dieser Artikel basiert auf einem gemeinfreien Text aus Meyers Konversations-Lexikon, 4. Auflage von 1888 bis 1890.
| Personendaten    | Personendaten                  |
| ---------------- | ------------------------------ |
| NAME             | Cordeiro, João Ricardo         |
| KURZBESCHREIBUNG | portugiesischer Theaterdichter |
| GEBURTSDATUM     | 5. März 1836                   |
| STERBEDATUM      | 12. Februar 1881               |